# Marikruz Olivijer
Marikruz Olivijer (šp. Maricruz Olivier; 1935 — 1984) bila je meksička glumica.

## Biografija
Marikruz Olivijer je rođena 19. septembra 1935. godine u Tevakanu, kao Marija de la Krus Olivijer Oberg (šp. María de la Cruz Olivier Obergh). Njezini roditelji su bili Mersedes Oberg (šp. Mercedes Obergh) i Hesus Erik Olivijer Miranda (šp. Jesús Erick Olivijer Miranda), koji je bio francuskog porekla. Pre no šta je postala glumica, Marikruz je studirala filozofiju u glavnom gradu Meksika, gde je i umrla, 10. oktobra 1984. godine.

## Filmografija
Marikruz je glumila u mnogim filmovima i serijama. Najpoznatija je po rolama Glorije u filmu Tres mujeres en la hoguera i Terese u istoimenoj seriji.
- En busca del paraíso (1982) – Patrisija
- Tres mujeres en la hoguera (1979) – Glorija
- Vivijana (1978) – Glorija
- Donde termina el camino (1978) – Margarita
- Barata de primavera (1975) – Marsela Grej
- Los que ayudan a Dios (1973) – Hulija del Valje
- La sonrisa del diablo (1970) – Debora
- Las abuelas (1965)
- Huan Hose (1964)
- El dolor de vivir (1964)
- Euhenija (1963) – Euhenija
- Teresa (1959) – Teresa Martines